# Ryōbu shintō

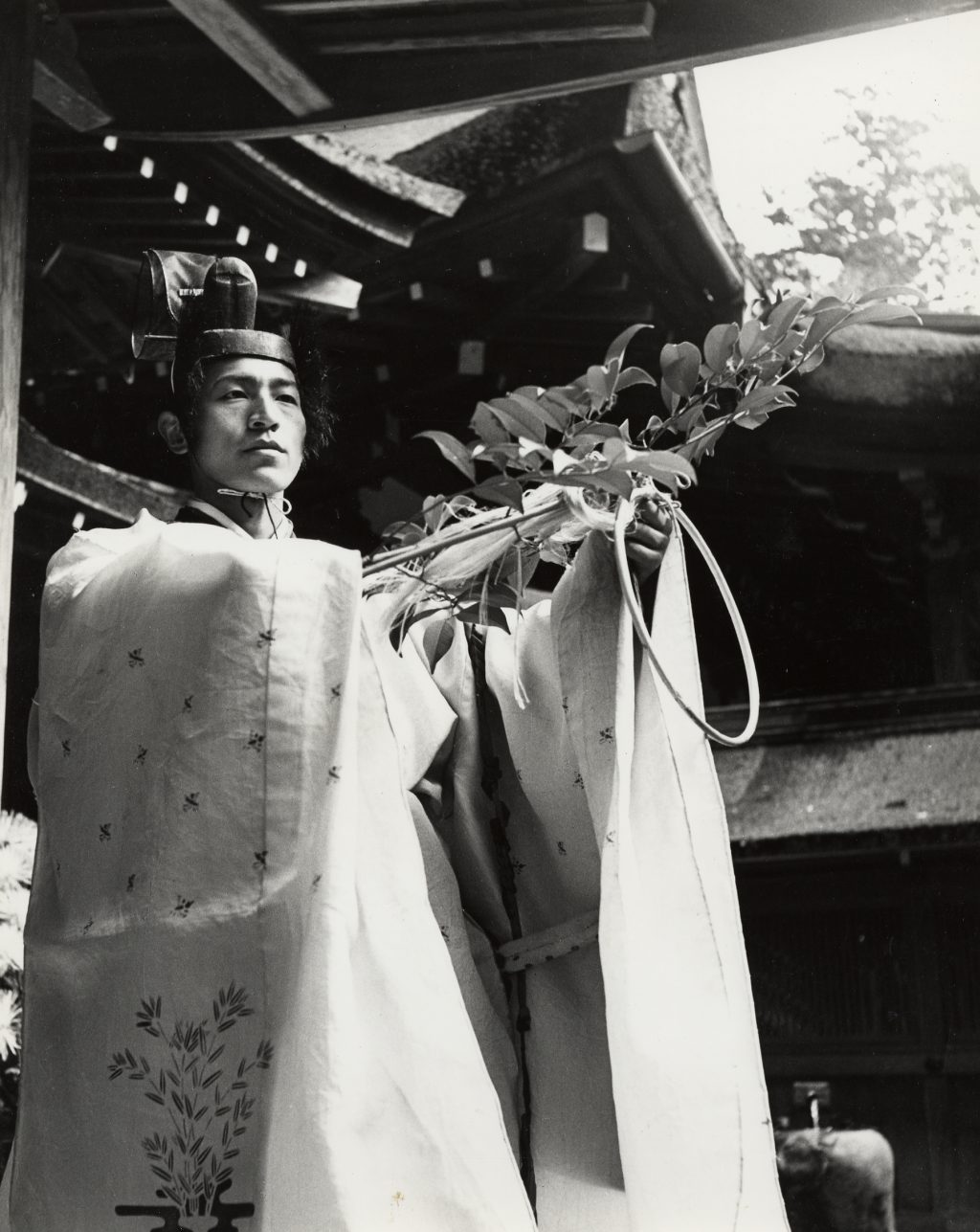
Un prêtre-danseur d'Ise.

Le Ryōbu shintō (japonais : 両部神道, « L'aspect double du shinto ») regroupe des doctrines shintoïstes de l'école bouddhiste Shingon. Ces doctrines concernent le sanctuaire intérieur d'Ise avec Vairocana qui caractérise l'éclat et la vacuité du royaume de la matrice (taizōkai) et le sanctuaire extérieur avec Vairocana qui occupe le sommet du royaume du Vajra (kongōkai).
La base de la croyance de cette école était que les divinités Shintoïstes (kamis) étaient des émanations des bouddhas et des bodhisattvas, la plus importante était la comparaison de la divinité du soleil Amaterasu consacrée à Ise comme étant la manifestation ésotérique de Vairocana (Grand Soleil), le Bouddha suprême de l'école Shingon.
Le Ryōbu shintō apparait à l'époque de Heian, et se développe durant la période Kamakura au sein de l'école bouddhiste Shingon jusqu'à la restauration Meiji. Le Ryōbu shintō a fortement influencé les interprétations ésotériques du shintoïsme comme celui des clans shintoïstes des Watarai à Ise, et des Yui-itsu (Yoshida). De grands temples-sanctuaires se sont développés durant la période médiévale et ont été fondés sur les principes du Ryōbu shintō. Dans ces temples-sanctuaires, des kamis ont été identifiés avec des bouddhas et des bodhisattvas spécifiques, et les rituels ont été réalisés par des prêtres bouddhistes pour les kamis. Le Ryōbu shintō a également influencé le développement de honji suijaku du Shugendo, le syncrétique entre l'homme et la nature.
Le Ryōbu shintō a été très influent dans le développement d'autres écoles syncrétiques, notamment Sanno Ichijitsu (l'école syncrétique qui combine shintoïsme avec les enseignements de l'école Tendai secte du bouddhisme). L'école d'origine est divisée en plusieurs branches, mais celles-ci ont continué à prospérer jusqu'au XVIIIe siècle.
Les symboles du Ryōbu shintō sont les mandalas (taizōkai et kongōkai) « matrice » et « diamant » représentant l'essence et la manifestation et de la réalité.
Le siège du bouddhisme Shingon est sur le mont Koya, au sud de Nara.